# Castellabate
'
Castellabate' là một đô thị (comune) thuộc tỉnh Salerno trong vùng Campania của Ý. Castellabate có diện tích 36 km2, dân số là 7892 người (thời điểm ngày 31 tháng 12 năm 2004
).